# Солунско трамвайно депо
Солунското трамвайно депо (на гръцки: Ντεπώ) е исторически комплекс транспортни сгради в Солун, Гърция.

## Местоположение
Комплексът е разположен в квартала Пиргите (Депо), на улица „Василиса Олга“ и „Меркуриос“.

## История
Солунският трамвай започва да работи с конски вагони в 1893 година. Смята се, че около тази дата е изградено и депото, на което целият район дължи името си. Дизайнът принадлежи на известния архитект от времето Пиеро Аригони. Парцелът на депото се състои от общо 10 000 m2 и включва няколко сгради. Трамваят спира да работи в 1957 година и в депото са настатени моторизирани полицейски части. След това комплексът е предаден за експлоатация на община Солун.

## Архитектура
Комплексът представлява единен архитектурен ансамбъл и включва двуетажни сгради, административни сгради, складове и зони за ремонт..